# Dacrycarpus cumingii
Dacrycarpus cumingii là một loài thực vật hạt trần trong họ Thông tre. Loài này được (Parl.) de Laub. miêu tả khoa học đầu tiên năm 1969.